# Wasilij Chamutouski
Wasilij Iosifawicz Chamutouski, biał. Васілій Іосіфавіч Хамутоўскі, ros. Василий Иосифович Хомутовский, Wasilij Iosifowicz Chomutowski (ur. 30 sierpnia 1978 w Mińsku) – białoruski piłkarz, grający na pozycji bramkarza, reprezentant Białorusi.

## Kariera piłkarska

### Kariera klubowa
Występował w białoruskich zespołach: Źmiena Mińsk, Ataka-Aura Mińsk, BATE Borysów i Tarpeda-MAZ Mińsk, niemieckich klubach SV Waldhof Mannheim i FC Carl Zeiss Jena, rosyjskich Dinamo Moskwa, Wołgar-Gazprom Astrachań i Tom Tomsk, ukraińskim Metalist Charków oraz rumuńskim Steaua Bukareszt. Latem 2008 podpisał 2-letni kontrakt z austriackim zespołem FC Augsburg. 9 sierpnia 2010 przeszedł do Tawrii Symferopol. W końcu listopada 2010 za obopólną zgodą kontrakt został anulowany. W 2011 roku przeszedł do Amkara Perm. W sezonie 2012/2013 grał w Petrolulu Ploeszti, a w 2013 roku został zawodnikiem Tarpieda Żodzino, a w 2015 Dynamy Mińsk.

## Kariera reprezentacyjna
W latach 2000–2008 występował w narodowej reprezentacji Białorusi. Łącznie rozegrał 26 meczów reprezentacyjne.

## Sukcesy i odznaczenia

### Sukcesy klubowe
- mistrz Białorusi: 1999
- wicemistrz Białorusi: 1998
- mistrz Rumunii: 2004/05, 2005/06